# جامعة الإمارات للطيران
جامعة الإمارات للطيران (اختصارًا EAU) هي جامعةٌ الإمارات العربية المتحدة يقع مقرها في دبي، وتعد الذراع التعليمي لمجموعة الإمارات. تقدم الجامعة برامج دراسية في هندسة الطيران والفضاء، وإدارة الطيران [الإنجليزية]، وهندسة صيانة الطائرات [الإنجليزية]، وإدارة الأعمال، ودراسات السلامة الجويَّة وأمن الطيران.

## التاريخ
أنشأت هيئة دبي للطيران المدني في عام 1991 «كلية دبي للطيران» لتقديم تدريب في مجال الطيران للطلاب من القطاع الخاص، وفي سبتمبر 2001 انضمت كلية دبي للطيران إلى كلية الإمارات للتدريب، وغُيّر اسمها إلى «كلية الإمارات للطيران». حصلت كلية الإمارات للطيران في ديسمبر 2010 على صفة جامعة من وزارة التعليم العالي والبحث العلمي في الإمارات العربية المتحدة، وغُيّر اسمها إلى جامعة الإمارات للطيران.